# عباس مؤدب نفیسی

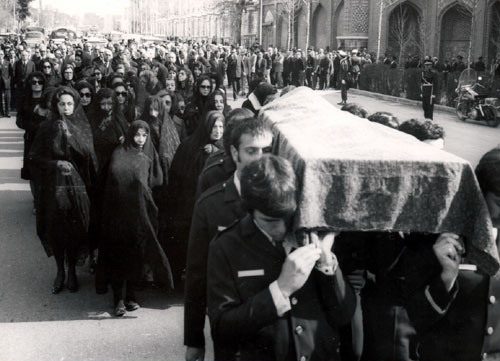
مراسم تشییع جسد عباس نفیسی روبروی مسجد سپه‌سالار

عباس مؤدب نفیسی (۱۲۸۳ یا ۱۲۸۵ رشت – ۱۴ فروردین ۱۳۵۱ تهران) پزشک ، استاد دانشگاه و سیاستمدار ایرانی بود، که در دوره‌  بیستم بعنوان نماینده تهران در مجلس شورای ملی حضور داشت.

## خانواده و تحصیلات
او از خاندان نفیسی بود که چند قرن در کرمان به طبابت اشتغال داشتند و نسبشان به حکیم برهان‌الدین نفیس بن عوض بن حکیم کرمانی از معروف‌ترین پزشکان قرن نهم هجری و پزشک دربار الغ بیک بن شاهرخ بن تیمور گورکانی می‌رسد. پدر بزرگش میرزا علی‌اکبر ناظم‌الاطباء پزشک دربار و از رجال دوران قاجار و پدرش علی‌اصغر مؤدب‌الدوله نفیسی پزشک و استاد طب دارالفنون و نخستین کسی بود که در ایران مجله‌ای در زمینه پزشکی و بهداشتی به نام مجلهٔ حفظ‌الصحه منتشر ساخت.
عباس مؤدب نفیسی پس از تحصیلات ابتدائی و متوسطه در ایران برای ادامهٔ تحصیل به فرانسه رفت. سپس به ایران بازگشت و به طبابت پرداخت. از سال ۱۳۱۷ نیز در دانشکده پزشکی دانشگاه تهران، بیماری‌های داخلی تدریس می‌کرد.

## فعالیتهای سیاسی
مؤدب نفیسی در آخرین هفته‌های سلطنت رضا شاه وارد سیاست شد و در انتخابات مجلس شورای ملی خود را نامزد نمایندگی از تهران کرد. در انتخابات تهران که از اول امرداد ۱۳۲۰ آغاز شد، با کسب ۷۱۰۷۶ رأی به مجلس راه یافت (دوره سیزدهم).
نفیسی در سال‌های بعد به معاونت وزارت بهداری رسید و در اردیبهشت ۱۳۲۹ در کابینه منصورالملک مدتی این وزارت‌خانه را سرپرستی کرد و در پایان همین سال در دولت حسین علاء نیز سرپرستی وزارت بهداری به عهده او گذاشته شد و سپس در ۲۷ فروردین ۱۳۳۰ به عنوان وزیر بهداری به مجلس معرفی شد.
سعید نفیسی ادیب، مورخ و نویسندهٔ معاصر عموی مؤدب نفیسی و حبیب نفیسی بنیانگذار پلی‌تکنیک تهران (دانشگاه صنعتی امیرکبیر کنونی) برادر کوچکتر او بودند.